# Josef Německý
Josef Německý (* 6. Dezember 1900 in Neustadtl; † 10. Juni 1943 ebenda) war ein tschechoslowakischer Skilangläufer und Leichtathlet.

## Werdegang
Německý, der für den SK Nové Město na Moravě und den Sportverein Slavia Prag startete, belegte bei den Olympischen Winterspielen 1924 in Chamonix den 17. Platz über 50 km. In den folgenden Jahren kam er bei den Nordischen Skiweltmeisterschaften 1925 in Janské Lázně auf den zehnten Platz über 18 km und auf den sechsten Rang über 50 km und bei den Nordischen Skiweltmeisterschaften 1927 in Cortina d’Ampezzo auf den neunten Platz über 18 km und auf den sechsten Rang über 50 km. Bei seiner zweiten Teilnahme an Olympischen Winterspielen im Februar 1928 in St. Moritz errang er den 11. Platz über 50 km. Bei den Nordischen Skiweltmeisterschaften 1929 in Zakopane lief er auf den 14. Platz über 18 km und auf den zehnten Rang über 50 km, bei den Nordischen Skiweltmeisterschaften 1930 in Oslo auf den 56. Platz über 17 km und auf den 42. Rang über 50 km und bei den Nordischen Skiweltmeisterschaften 1931 in Oberhof auf den 18. Platz über 17 km und auf den zehnten Rang über 50 km. Zudem wurde er im Jahr 1926 tschechoslowakischer Meister über 18 km und 50 km und 1928 nochmals über 18 km. Als Leichtathlet siegte er bei tschechoslowakischen Meisterschaften jeweils zweimal über 5000 m (1926, 1928) und 10.000 m (1927, 1928) und stellte im Jahr 1927 mit 33:22,8 Minuten einen nationalen Rekord über 10.000 m auf. Sein Bruder Otakar Německý war als Skilangläufer und Nordischer Kombinierer aktiv.